# Ordrupbanan

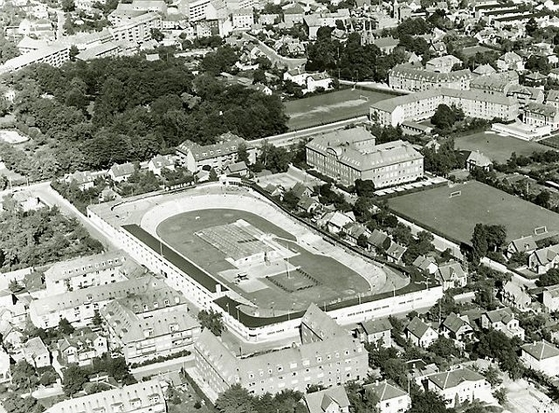
Ordrupbanen, 1956.

Ordrupbanan var en utomhusvelodrom i Ordrup 9 kilometer norr om Köpenhamn i Danmark. Den byggdes på Ejgaardens mark i Gentofte kommun 1888 och lades ned 2000. 

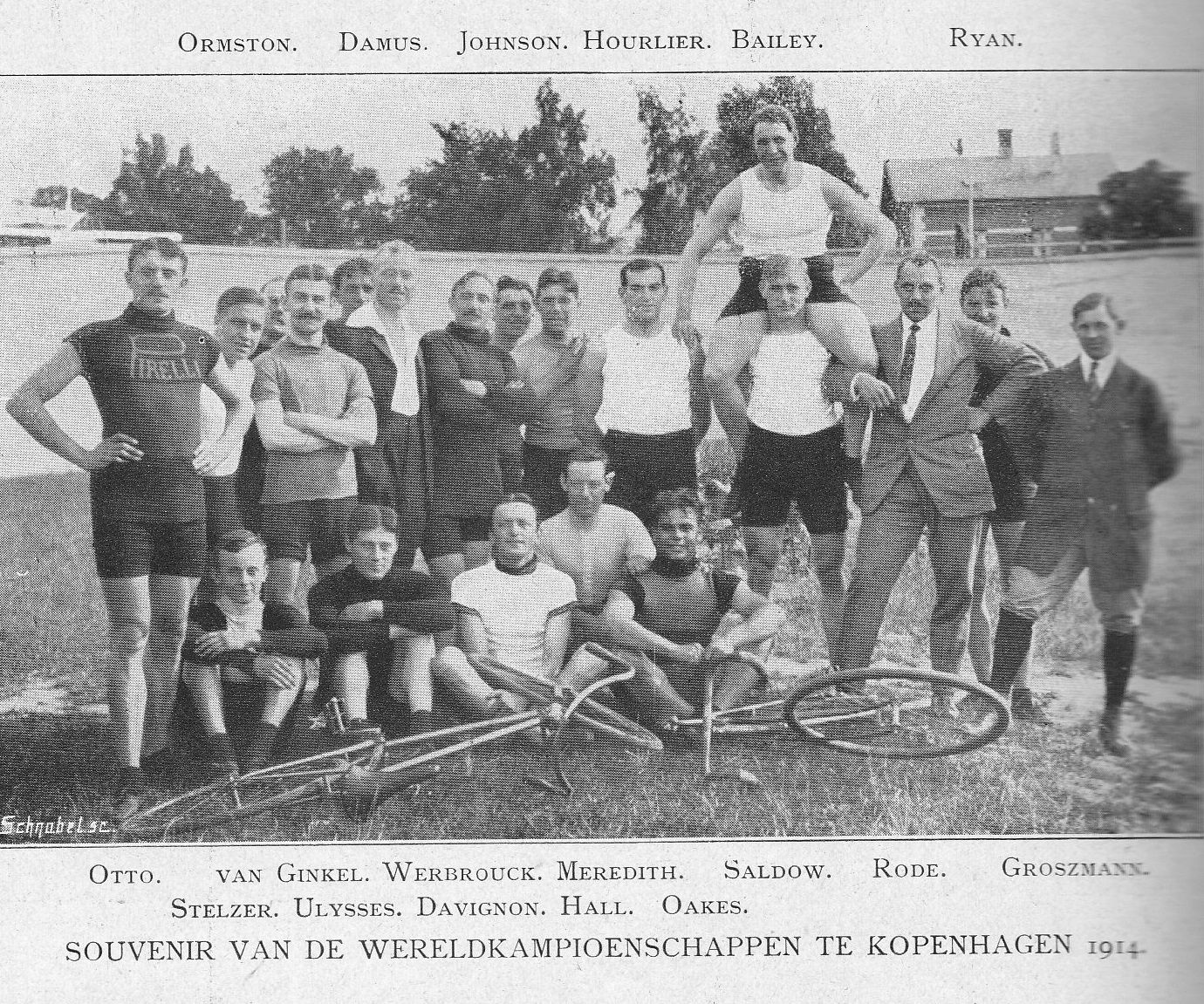
Tävlande vid Världsmästerskapen i bancykling 1914 på Ordrupbanan.

Ordrupbanan hade sin storhetstid under åren före andra världskriget med danska världsstjärnor som Thorvald Ellegaard och Willy Falck Hansen som gång på gång drog fulla hus till Ordrupbanan. De fina cykelloppen, ofta flera gånger per vecka, de tidigare mycket stora premieloppen, goda förhållanden för cyklisterna och många åskådare gjorde att alla de stora internationella namnen ville delta i loppen på Ordrupbanan. På den tiden hängde åskådarna runt banan, där de kunde uppgå till 16 000. Efter kriget var det cyklister som Kay Werner och Palle Lykke Jensen som attraherade stora publiker. 
Det första totalisatorloppet startade 19 augusti 1888, men banans styrelse slutade med spelen 20 januari samma år och därefter anordnades inte något mer spel där. 

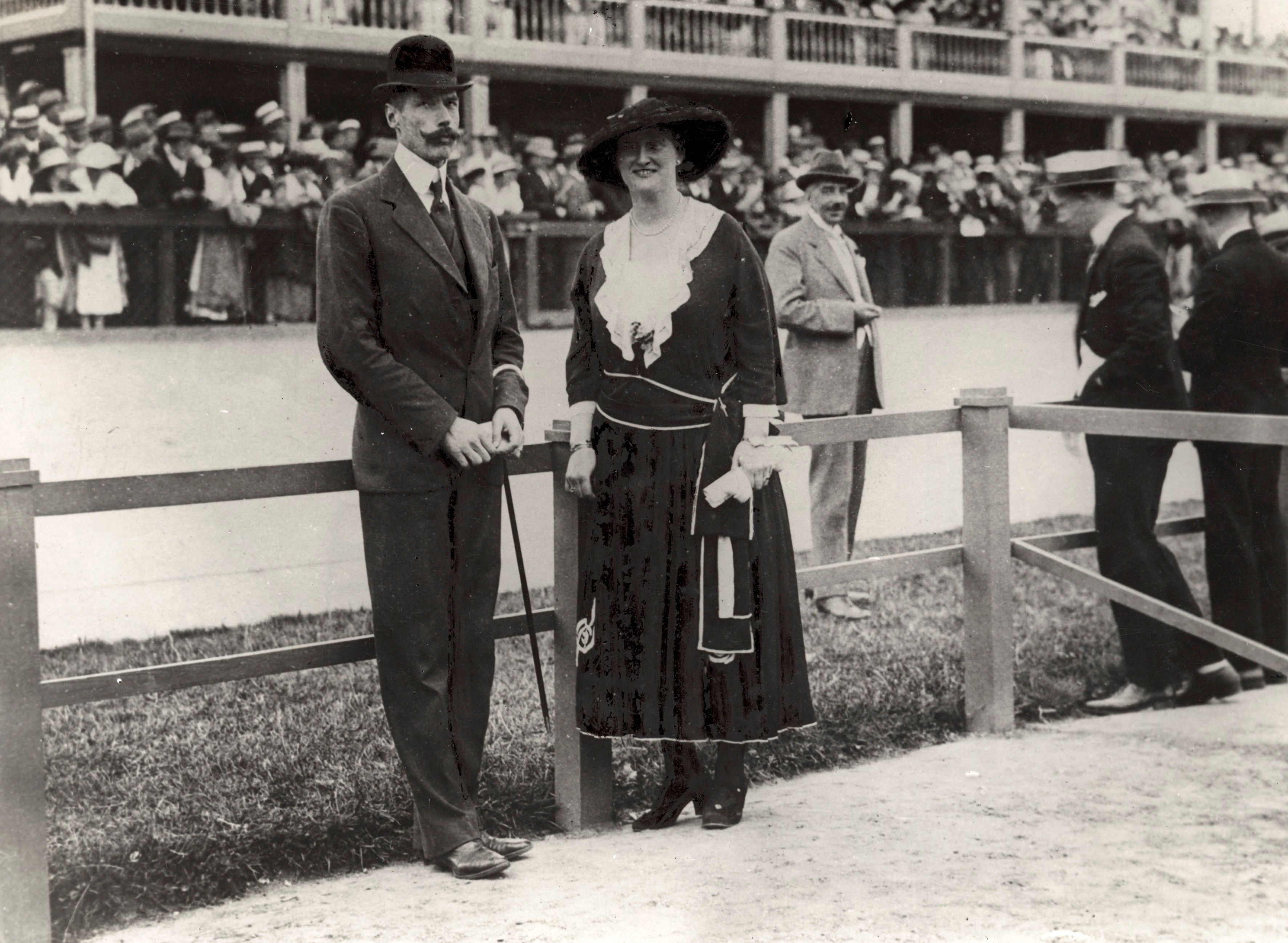
Prins Harald och prinsessan Helena av Danmark vid världsmästerskapen i bancykling 1921 på Ordrupbanan.

Världsmästerskap i bancykling hölls på Ordrupbanan åren 1896, 1903, 1909, 1914, 1921, 1931, 1949 och 1956.

## Historia
Den första banan hade premiär 29 juli 1888. Det var en 333 1/3 meter lång sandbana utan dosering. 
Den andra banan byggdes 1893. Den var också 333 1/3 meter lång. Den var byggd av cement och hade en lätt dosering. 
Den tredje banan kom till efter en långtgående renovering 1903 och var 370 meter lång och 9 meter bred och hade en dosering på 40 grader. Den var också gjord i cement. 
Den fjärde banan, med ny cement, var klar 10 maj 1987. Den nya banan var 1,8 meter kortare (368,20 m). På grund av denna renovering användes Ordrupbanan inte under året 1986.